# Sphenomorphus crassa
Sphenomorphus crassa är en ödleart som beskrevs av  Inger, Lian LAKIM och YAMBUN 200. Sphenomorphus crassa ingår i släktet Sphenomorphus och familjen skinkar. Inga underarter finns listade i Catalogue of Life.